# فيل كولز
فيل كولز (بالإنجليزية: Phil Coles)‏ هو راكب الكنو أسترالي، ولد في 20 يوليو 1931 في سيدني في أستراليا.

## وصلات خارجية
- فيل كولز على موقع اللجنة الأولمبية الدولية (الإنجليزية)
- فيل كولز على موقع أوليمبيديا (الإنجليزية)
- فيل كولز على موقع اللجنة الأولمبية الأسترالية (الإنجليزية)
- فيل كولز على موقع قاعة أستراليا للمشاهير الرياضية (الإنجليزية)